# Chuck McCann
Charles Jonathan Thomas "Chuck" McCann (Brooklyn, Nueva York; 2 de septiembre de 1934-Los Ángeles, California; 8 de abril de 2018) fue un actor estadounidense.

## Filmografía
- Jennifer on My Mind (1971)
- Linda Lovelace para presidente (1975)
- Silent Movie (1976)
- Foul Play (1978)
- C.H.O.M.P.S. (1979)
- Carpool (1983)
- The Rosebud Beach Hotel (1984)
- Thrashin' (1986)
- Ducktales, the Movie: Treasure of the Lost Lamp (1990)
- Storyville (1992)
- Ladybugs (1992)
- Robin Hood: Men in Tights (1993)
- Dracula: Dead and Loving It (1995)
- Mickey's Twice Upon a Christmas (2004)
- Night Club (2011)